# Helios/Montesa 2501
El motor Helios/Montesa 2501, va ser un motor fabricat per Aviación General S.A., que equipava a uns avions, RPV (Remotedly Pilot Vehicle, Vehicle Pilotat Remotament), fabricats a Espanya.

## Història
L'empresa Aviación General S.A., que va néixer a Madrid en 1979, es va presentar a un concurs del Ministeri de Defensa d'Espanya, per equipar a un avió RPV, amb un motor desenvolupat per ella mateixa, en col·laboració de la Càtedra de Motors Alternatius de l'Escola Tècnica Superior d'Enginyers Aeronàutics, amb la particularitat que els cilindres provenien de la marca de motocicletes Montesa.
Crec recordar que el model era el Cappra VF 250, i una forta semblança amb el motor Rotax 500. Aquest motor es va exposar al Saló de l'Automòbil de Barcelona.